# Walter Ström
Walter Robert Valentin Ström, född den 26 juli 1835 i Karlskrona amiralitetsförsamling, död den 1 september 1919 i Västra Sallerups församling, Malmöhus län, var en svensk läkare. Han var far till Tord Ström.

## Biografi
Ström blev student vid Lunds universitet 1855. Han avlade medicine kandidatexamen 1862 och medicine licentiatexamen 1865. Ström promoverades till medicine doktor 1868. Han var praktiserande läkare i Eslöv från 1865, distriktsläkare i Eslövs distrikt 1866–1883, läkare vid Statens samt vid Ystad-Eslövs och Landskrona-Helsingborg-Eslövs järnvägar 1865–1904. Ström var en av initiativtagarna till Eslövs sparbank och låg bakom att Eslöv fick ett apotek 1870. Han blev riddare av Vasaorden 1887.